# Województwo lubelskie (Królestwo Polskie)

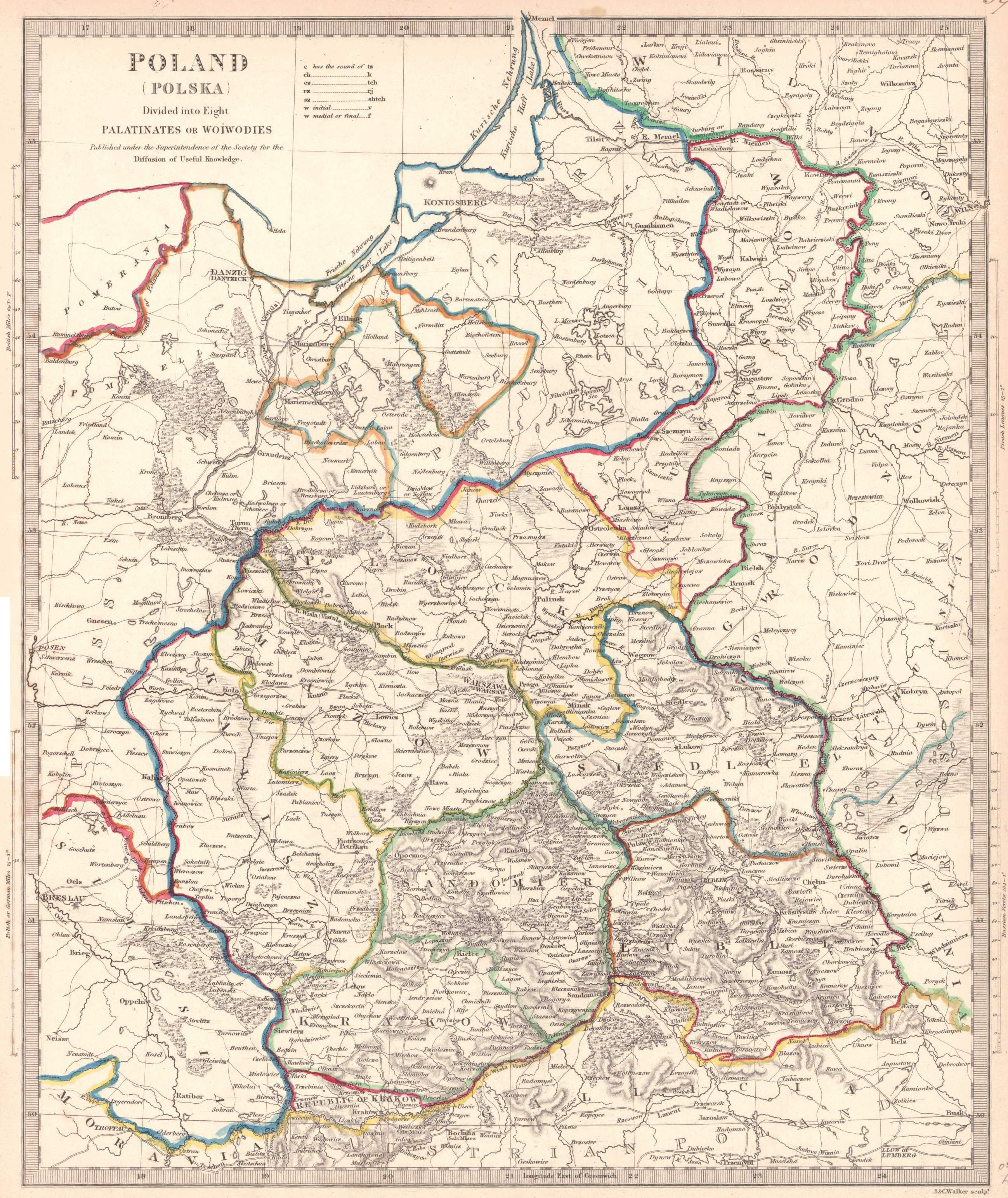
Królestwo Polskie, mapa, Londyn 1831

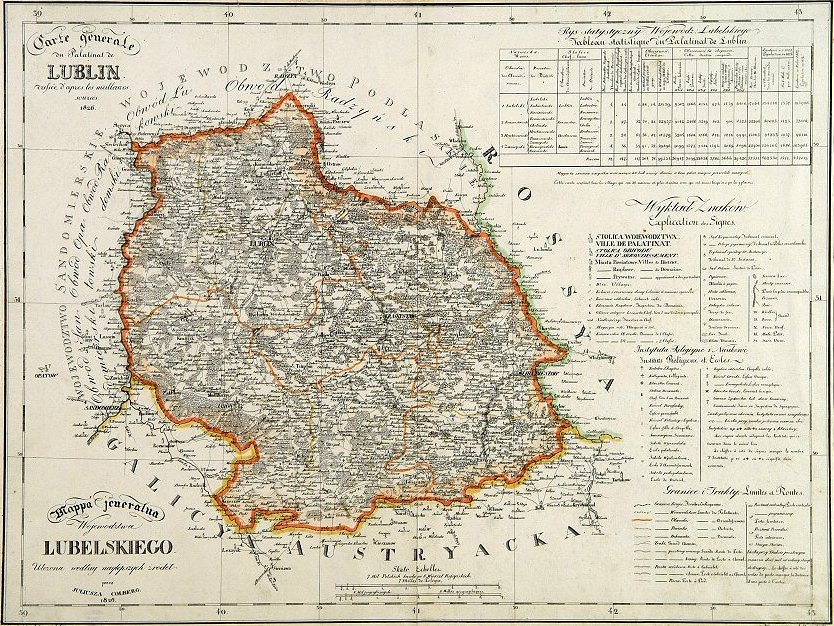
Mapa województwa lubelskiego, Juliusz Kolberg (1826)

Województwo lubelskie, województwo Królestwa Polskiego istniejące w latach 1816–1837 (oraz 1863) ze stolicą w Lublinie. Ukazem Mikołaja I z 23 lutego/7 marca 1837 r. zostało przemianowane na gubernię lubelską.
Województwo dzieliło się na 4 obwody i 10 powiatów:
- obwód hrubieszowski
  - powiat hrubieszowski
  - powiat tomaszowski
- obwód krasnostawski
  - powiat chełmski
  - powiat krasnostawski
- obwód lubelski
  - powiat lubartowski
  - powiat lubelski
  - powiat kazimierski (wówczas kaźmierski)
- obwód zamojski (z siedzibą w Janowie)
  - powiat kraśnicki
  - powiat tarnogrodzki
  - powiat zamojski

W czasie powstania styczniowego Rząd Narodowy dnia 28 marca 1863 r. ogłosił Regulamin władz administracyjnych w byłym Królestwie Kongresowym. Według regulaminu zniesiono podział administracyjny na gubernie, a zamiast tego byłe Królestwo Kongresowe podzielono na osiem województw w granicach z 1816 r. Na części terenów guberni lubelskiej przywrócono województwo lubelskie w granicach z 1816 r.